# Processo dei 17
Il processo dei 17, così chiamato dal numero degli imputati coinvolti, tutti membri di Narodnaja Volja, fu tenuto a San Pietroburgo dal 9 al 17 aprile 1883.
La pubblica accusa, rappresentata dal procuratore Vladislav Želechovskij, chiese la loro condanna per appartenenza « all'associazione segreta denominata "partito social-rivoluzionario russo" », che aveva l'obiettivo di « rovesciare il sistema statale e sociale dell'Impero con una rivoluzione realizzata mediante una serie di attentati alla vita della sacra persona del defunto imperatore Alessandro II e con omicidi e tentati omicidi di funzionari ».
La corte del Tribunale speciale del Senato, presieduta dal consigliere Dorofej Sineokov-Andrievskij, condannò tutti gli imputati:
- Jurij Bogdanovič, ai lavori forzati a vita;
- Anton Borejša, all'esilio in Siberia;
- Aleksandr Bucevič, ai lavori forzati a vita;
- Michail Gračevskij, ai lavori forzati a vita;
- Christina Grinberg, all'esilio in Siberia;
- Raisa Grossman, a 15 anni di lavori forzati;
- Praskov'ja Ivanovskaja, ai lavori forzati a vita;
- Marija Juškova, all'esilio in Siberia;
- Ivan Kaljužnyj, a 15 anni di lavori forzati;
- Michail Klimenko, ai lavori forzati a vita;
- Anna Korba, a 20 anni di lavori forzati;
- Antonina Lisovskaja, a 15 anni di lavori forzati;
- Aleksandr Pribylëv, a 15 anni di lavori forzati;
- Nadežda Smirnickaja, a 15 anni di lavori forzati;
- Jakov Stefanovič, a 8 anni di lavori forzati;
- Pëtr Tellalov, ai lavori forzati a vita;
- Savelij Zlatopol'skij, ai lavori forzati a vita.